# Spathoglottis ixioides
Spathoglottis ixioides är en orkidéart som först beskrevs av David Don, och fick sitt nu gällande namn av John Lindley. Spathoglottis ixioides ingår i släktet Spathoglottis och familjen orkidéer. Inga underarter finns listade i Catalogue of Life.